# Slag bij Shaho

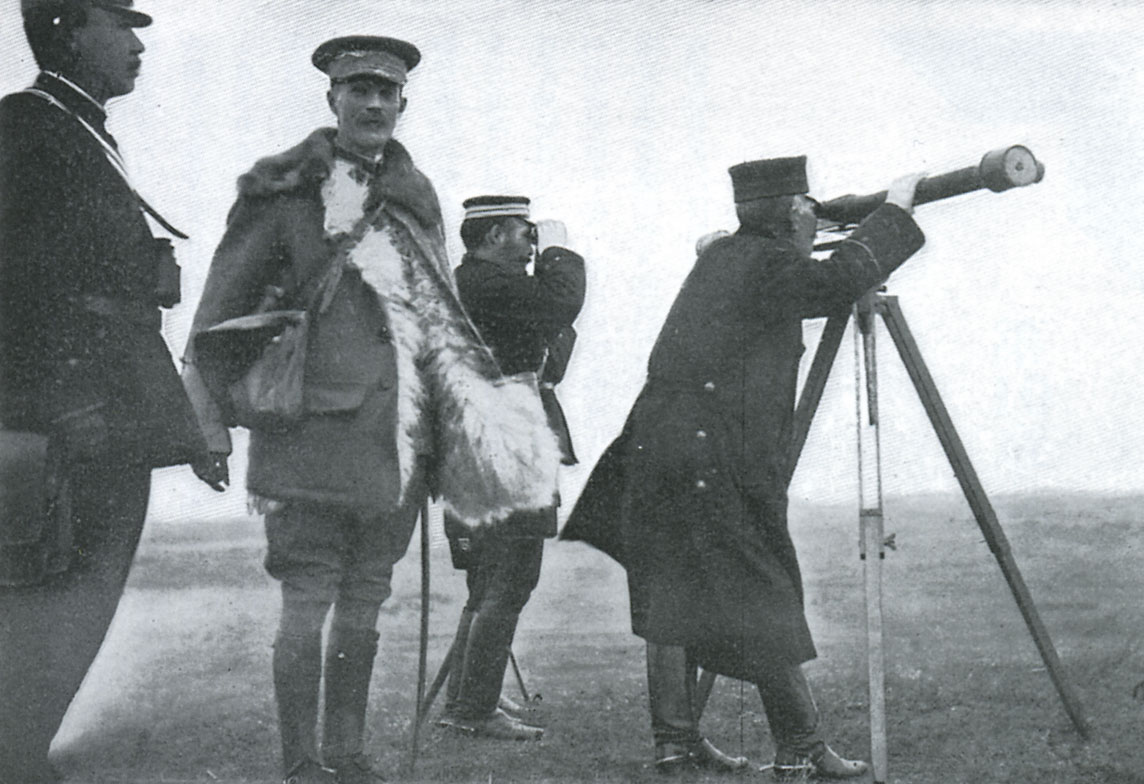
De Japanese generaal Kuroki Tamemoto met de Britse officier Sir Ian Hamilton.

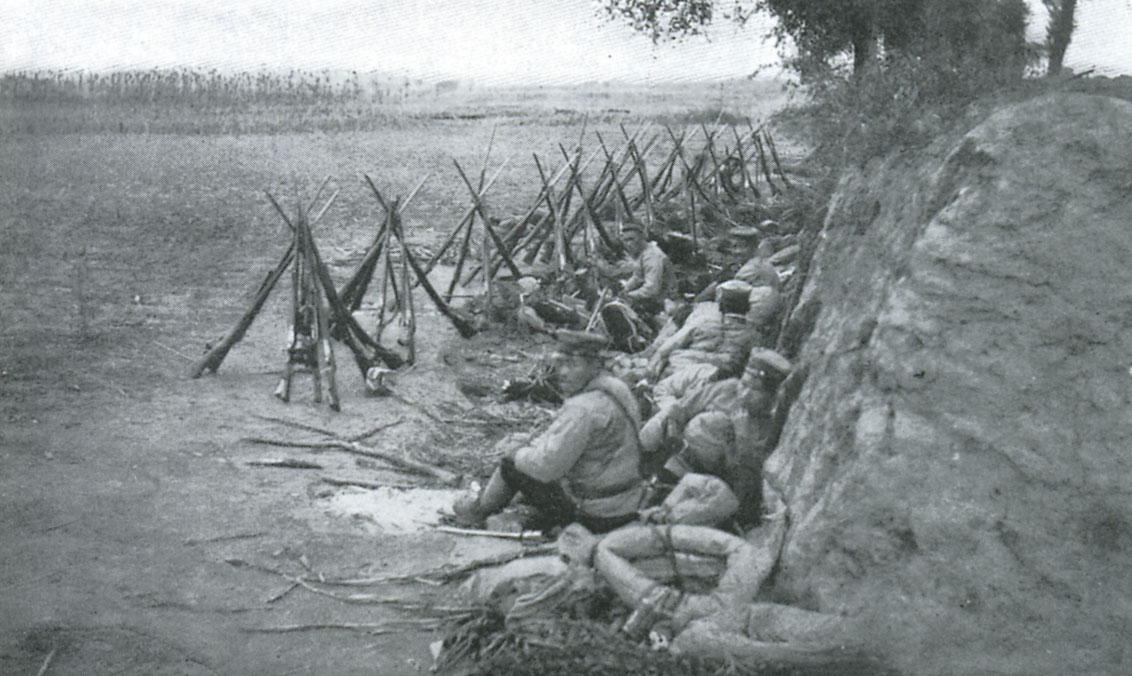
Japanse troepen tijdens de slag bij Shaho

De Slag bij Shaho (Japans: 沙河会戦, Saka kaisen; Russisch: Сражение при Сандепу) was een veldslag in de Russisch-Japanse Oorlog van 5 tot 17 oktober 1904 langs de rivier de Sha (沙河) en de Trans-Mantsjoerische spoorlijn tussen Mukden en Port Arthur ten noorden van Liaoyang in Mantsjoerije.

## Achtergrond
Na de verloren slag bij Liaoyang stuurde de tsaar over de Trans-Siberische spoorlijn versterking om Port Arthur te verdedigen. Daarmee moest generaal Aleksej Koeropatkin de Japanse legers van veldmaarschalk Oyama Iwao tegenhouden bij de rivier Sha.

## De slag
Op 5 oktober 1904 vielen 210.000 Russen aan ten noorden van Liaoyang.
Het Japanse 1e Leger onder generaal Kuroki Tamemoto, het 2e Leger onder Oku Yasukata en het 4e Leger onder Nozu Michitsura telden samen 170.000 man.
In de avond van 10 oktober 1904 beval veldmaarschalk Oyama een tegenaanval op de rechterflank. Tegen 13 oktober 1904 hadden de Japanners de Russische opmars gestuit.
De gevechten woedden nog vier dagen en op 17 oktober 1904 gaf generaal Koeropatkin het bevel tot terugtocht naar Mukden.

## Resultaat
De Russen telden 44.351 doden, gewonden en vermisten, de Japanners 20.345. De Japanse opmars naar Mukden was vertraagd, maar niet gestopt.